# Hannah Schmitz
Hannah Schmitz (nascida Hannah McMillan; Caterham, maio de 1985) é uma engenheira mecânica britânica que atualmente ocupa cargo de chefe de estratégia de corridas da equipe de Fórmula 1 da Red Bull. Ela é amplamente considerada uma das figuras femininas de maior sucesso na Fórmula 1.

## Carreira
Em 2009, Schmitz obteve um mestrado em engenheira mecânica  pela Universidade de Cambridge, com foco em teoria de otimização, análise de regressão e modelos estatísticos.
Após a conclusão de seus estudos, Schmitz iniciou sua carreira trabalhando para a Red Bull Racing em novembro de 2009, como engenheira de modelagem e estratégia, onde principalmente pesquisou e desenvolveu novas técnicas de simulação e manteve ferramentas de simulação para análise, produzindo relatórios de teste regulares sobre desempenhos passados e estratégias futuras. Ela logo mudou para o cargo de engenheira de estratégia sênior em 2011, onde desempenhou um papel fundamental na estratégia em tempo real da Red Bull Racing em todos os Grandes Prêmios como um membro indispensável de sua equipe. Em 2021, Schmitz assumiu um lugar na equipe de gerenciamento da Red Bull quando foi promovida a engenheira principal de estratégia, atuando como chefe de estratégia de corrida de fato desde então. Em 30 de setembro de 2024, o consultor da Red Bull Racing, Helmut Marko, anunciou que a equipe havia escolhido Hannah Schmitz como sucessora de Will Courtenay, seu chefe de estratégia de corridas, que assinou contrato com a McLaren para 2026.